# Henry Noel Humphreys
Henry Noel Humphreys (* 4. Januar 1810 in Birmingham; † 10. Juni 1879 in London) war ein englischer Schriftsteller, Zeichner und Illustrator sowie Numismatiker.
Humphreys wurde zum Teil auf dem Kontinent ausgebildet und publizierte 1840, nach längerem Aufenthalt in Rom, sein erstes Werk, die Beschreibung zu Cookes Views in Rome.
Diesem folgten dann zahlreiche andere illustrative Werke, etwa:
- mit John O. Westwood: British Butterflies and their Transformations. William Smith, London 1841, (Digitalisat).
- mit John O. Westwood: British Moths and their Transformations. 2 Bände. William Smith, London 1843–1845, (Digitalisate: Band 1, Band 2; New edition, revised and corrected by the author. Sanderson, London s. a.).
- The illuminated Books of the Middle Ages. Longman u. a., London (1844–)1849, (Digitalisat).
- Ancient Coins and Medals. Grant & Griffith, London 1850.
- The Coin Collector’s Manual. 2 Bände. Bohn, London 1853, (Digitalisate: Band 1, Band 2).
- The Coinage of the British Empire. Cooke, London 1854, (Digitalisat).
- Stories by an Archæologist and his Friends. Bell and Daldy, London 1856, (Digitalisat).
- Ocean Gardens. Low, Son, and Co., London 1857, (Digitalisat).
- The Butterfly Vivarium; or, Insect Home. Lay, London 1858, (Digitalisat).
- Goethe in Strasbourg: A Dramatic Nouvelette. Saunders, Otley, and Co., London 1860, (Digitalisat).
- History of the Art of Printing. Quaritch, London 1867, (Digitalisat).
- Hans Holbein’s celebtrated Dance of Death. Quaritch, London 1868, (Digitalisat).
- Masterpieces of the early Painters & Engravers. Sotheran & Co., London 1870, (Digitalisat).
- Rembrandt's Etchings. Bell and Daldy, London 1871.